# Puente de Manantiales
El puente de Manantiales es un antiguo puente ferroviario situado en el municipio español de Paterna del Campo, en la provincia de Huelva. Originalmente formaba parte del ferrocarril de Riotinto, que estuvo operativo entre 1875 y 1984. Actualmente se encuentra abandonado, sin uso ferroviario.

## Historia
El puente original fue diseñado por el ingeniero británico George Barclay Bruce, disponiendo la estructura principal de tres apoyos y cuatro vanos de 6,3 metros de longitud. Poseía dos ménsulas en voladizo para peatones. Entró en servicio en 1875, junto con el resto del ferrocarril. Sin embargo, esta infraestructura fue completamente reformada en 1931 y sustituida por un puente de dos apoyos ciclópeos que están sostenidos por tres grandes vigas de perfil laminado —siendo estas de 1,50 metros de altura y 18 metros de luz—.
El puente se mantuvo en funcionamiento hasta la clausura de la línea, en 1984. En la actualidad la infraestructura se encuentra abandonada y en mal estado de conservación, sin uso ferroviario.